# Ư̄
Ư̄ (minuscule : ư̄), appelé U cornu macron, est une lettre latine utilisée dans les romanisations ALA-LC du lao et du thaï.
Il s’agit de la lettre U diacritée d’une corne et d’un macron.

## Représentations informatiques
Le U cornu macron peut être représenté avec les caractères Unicode suivants : 
- précomposé (latin étendu additionnel, latin étendu B) :

| formes    | représentations | chaînes de caractères | points de code | descriptions                                       |
| --------- | --------------- | --------------------- | -------------- | -------------------------------------------------- |
| capitale  | Ư̄               | Ư◌̄                    | U+01AF U+0304  | lettre majuscule latine u cornu diacritique macron |
| minuscule | ư̄               | ư◌̄                    | U+01B0 U+0304  | lettre minuscule latine u cornu diacritique macron |

- décomposé et normalisé NFD (latin de base, diacritiques) :

| formes    | représentations | chaînes de caractères | points de code       | descriptions                                                   |
| --------- | --------------- | --------------------- | -------------------- | -------------------------------------------------------------- |
| capitale  | Ư̄               | U◌̛◌̄                   | U+0055 U+031B U+0304 | lettre majuscule latine u diacritique cornu diacritique macron |
| minuscule | ư̄               | u◌̛◌̄                   | U+0075 U+031B U+0304 | lettre minuscule latine u diacritique cornu diacritique macron |

## Sources
- (en) Lao Romanization Table, ALA-LC.
- (en) Thai Romanization Table, ALA-LC.